# Liste der Staatsoberhäupter 1568
Übersicht
◄◄ | ◄ | 1564 | 1565 | 1566 | 1567 | Liste der Staatsoberhäupter 1568 | 1569 | 1570 | 1571 | 1572 | ► | ►►

Weitere Ereignisse

## Afrika
- Äthiopien
  - Kaiser (Negus Negest): Sarsa Dengel (1563–1597)

- Bornu (im heutigen Niger) (Sefuwa-Dynastie)
  - König/Mai: Idris III. Alooma (1564–1596)

- Ifriqiya (Ost-Algerien, Tunesien) (Hafsiden)
  - Kalif: Ahmad III. (1543–1570)

- Jolof (im heutigen Senegal)
  - Buur-ba Jolof: Lat-Samba (1566–1597)

- Kano
  - König: Abu-Bakr Kado (1565–1573)

- Kongo
  - Mani-Kongo: Alvaro I. (1567–1587)

- Marokko (Saadier)
  - Sultan: Abdallah al-Galib (1557–1574)

- Munhumutapa-Reich
  - Herrscher: Chisamharu Negomo Mupuzangutu (1560–1589)

- Sultanat von Sannar (im heutigen Sudan)
  - Sultan: Abu Sakikin (1557/58–1568)
  - Sultan: Dakin (1568–1585/86)

- Songhaireich (in Westafrika)
  - Herrscher: Daoud (1549–1582)

## Amerika
- Governorat Brasilien
  - Gouverneur: Mem de Sá (1558–1572)

- Inkareich
  - Inka: Titu Cusi Yupanqui (1561–1570)

- Vizekönigreich Neuspanien
  - königliche Revisoren: Alonso de Muñoz, Luis Carrillo (1567–1568)
  - Dekan der Audiencia: Francisco Ceinos (1564–1566, 1568) (kommissarisch)
  - Vizekönig: Martín Enríquez de Almansa (1568–1580) (1581–1583 Vizekönig von Peru)

- Vizekönigreich Peru
  - Präsident der Audiencia: Lope García de Castro (1564–1659) (kommissarisch)

## Asien
- China (Ming-Dynastie)
  - Kaiser: Longqing (1567–1572)

- Japan
  - Kaiser: Ōgimachi (1557–1586)
  - Shōgun (Ashikaga): Ashikaga Yoshihide (1568–1568)
  - Shōgun (Ashikaga): Ashikaga Yoshiaki (1568–1573)

- Korea (Joseon-Dynastie)
  - König: Seonjo (1567–1608)

- Mogulreich
  - Großmogul: Akbar I. (1556–1605)

- Persien (Safawiden-Dynastie)
  - Sultan: Tahmasp I. (1524–1576)

- Thailand
  - König: Maha Chakrapat (1548–1568)
  - König: Mahintharathirat (1568–1569)

- Vietnam
  - Norden (Mạc-Dynastie)
    - König: Mạc Mậu Hợp (1562–1592)

  - Süden (Hậu Lê Dynastie)
    - König: Lê Anh Tông (1556–1573)

## Europa
- Andorra
  - Co-Fürsten:
    - König von Navarra: Heinrich III. (1562–1610)
    - Bischof von Urgell: Pere de Castellet (1561–1571)

- Dänemark und Norwegen
  - König: Friedrich II. (1559–1588)

- England und Irland
  - Königin: Elisabeth I. (1558–1603)

- Frankreich
  - König: Karl IX. (1560–1574)

- Heiliges Römisches Reich
  - König und Kaiser: Maximilian II. (1564–1576) (1564–1576 König von Böhmen, 1564–1576 König von Ungarn, 1564–1576 Erzherzog von Österreich)
  - Kurfürstentümer
    - Erzstift Köln
      - Erzbischof: Salentin von Isenburg (1567–1577) (1574–1577 Administrator von Paderborn)

    - Erzstift Mainz
      - Erzbischof: Daniel Brendel von Homburg (1555–1582)

    - Erzstift Trier
      - Erzbischof: Jakob III. von Eltz (1567–1581) (1576–1581 Abt von Prüm)

    - Böhmen
      - König: Maximilian II. (1564–1576)

    - Brandenburg
      - Kurfürst: Joachim II. Hector (1535–1571)

    - Kurpfalz
      - Kurfürst: Friedrich III. (1559–1576)

    - Sachsen (Albertiner)
      - Kurfürst: August (1553–1586)

  - geistliche Fürstentümer
    - Hochstift Augsburg
      - Bischof: Otto von Waldburg (1543–1573) (1553–1573 Propst von Ellwangen)

    - Hochstift Bamberg
      - Bischof: Veit II. von Würtzburg (1561–1577)

    - Hochstift Basel
      - Bischof: Melchior von Lichtenfels (1554–1575)

    - Fürstpropstei Berchtesgaden
      - Propst: Jakob II. Pütrich (1567–1594)

    - Erzstift Besançon
      - Erzbischof: Claude de La Baume (1544–1584)

    - Hochstift Brandenburg (ab 1544 evangelisch)
      - Bischof: Johann Georg von Brandenburg (1560–1571) (1571–1598 Kurfürst von Brandenburg)

    - Erzstift Bremen (ab 1567 evangelische Administratoren)
      - Administrator: Heinrich von Sachsen-Lauenburg (1567–1585) (1574–1588 Administrator von Osnabrück, 1577–1585 Administrator von Paderborn)

    - Hochstift Brixen
      - Bischof: Cristoforo Madruzzo (1542–1578) (1539–1567 Bischof von Trient)

    - Erzstift Cambrai
      - Erzbischof: Maximilian de Berghes (1556–1570) (bis 1559 Bischof)

    - Hochstift Cammin (seit 1545 evangelische Bischöfe)
      - Bischof: Johann Friedrich von Pommern (1556–1574) (1567–1569 Herzog von Pommern-Wolgast, 1569–1600 Herzog von Pommern-Stettin)

    - Hochstift Chur
      - Bischof: Beatus a Porta (1565–1581)

    - Abtei Corvey
      - Abt: Reiner von Bocholtz (1555–1585)

    - Hochstift Eichstätt
      - Bischof: Martin von Schaumberg (1560–1590)

    - Fürstpropstei Ellwangen
      - Propst: Otto von Waldburg (1553–1573) (1543–1573 Bischof von Augsburg)

    - Hochstift Freising
      - Bischof: Ernst von Bayern (1666–1612) (1583–1612 Erzbischof von Köln, 1573–1612 Bischof von Hildesheim, 1581–1612 Bischof von Lüttich, 1585–1612 Bischof von Münster, 1581–1612 Abt von Stablo-Malmedy)

    - Abtei Fulda
      - Abt: Philipp Georg Schenk zu Schweinsberg (1567–1568)
      - Abt: Wilhelm Hartmann von Klauer zu Wohra (1568–1570)

    - Hochstift Halberstadt
      - Administrator: Heinrich Julius (1566–1613) (1582–1585 Bischof von Minden, 1589–1613 Herzog von Braunschweig-Wolfenbüttel)

    - Hochstift Hildesheim
      - Bischof: Burchard von Oberg (1557/9–1573)

    - Fürststift Kempten
      - Abt: Georg von Gravenegg (1557–1571)

    - Hochstift Konstanz
      - Bischof: Mark Sittich von Hohenems (1561–1589)

    - Hochstift Lübeck
      - Bischof: Eberhard von Holle (1561/62–1586) (1566–1586 Administrator von Verden)

    - Hochstift Lüttich
      - Bischof: Gerard van Groesbeeck (1565–1580) (1576–1580 Abt von Stablo-Malmedy)

    - Erzstift Magdeburg (1566–1631, 1638–1680 evangelische Administratoren)
      - Administrator: Joachim Friedrich von Brandenburg (1566–1598) (1598–1608 Markgraf von Brandenburg, 1553–1598 Bischof von Havelberg)

    - Hochstift Meißen
      - Bischof: Johann von Haugwitz (1555–1581)

    - Hochstift Metz (seit 1552 von Frankreich besetzt)
      - Bischof: Louis de Lorraine-Guise (1568–1578)

    - Hochstift Minden
      - Bischof: Hermann von Schaumburg (1567/73–1582)

    - Hochstift Münster
      - Bischof: Johann von Hoya zu Stolzenau (1566/7–1574) (1553/4–1574 Bischof von Osnabrück, 1568–1574 Bischof von Paderborn)

    - Hochstift Osnabrück
      - Bischof: Johann von Hoya zu Stolzenau (1553/4–1574) (1566/7–1574 Bischof von Münster, 1568–1574 Bischof von Paderborn)

    - Hochstift Paderborn
      - Bischof: Rembert von Kerssenbrock (1547–1568)
      - Bischof: Johann von Hoya zu Stolzenau (1568–1574) (1566/7–1574 Bischof von Münster, 1553/4–1574 Bischof von Osnabrück)

    - Hochstift Passau
      - Bischof: Urban von Trennbach (1561–1598)

    - Hochstift Ratzeburg (1554–1648 evangelische Administratoren)
      - Administrator: Christoph von Mecklenburg (1554–1592)

    - Hochstift Regensburg
      - Bischof: David Kölderer von Burgstall (1567/69–1579)

    - Erzstift Salzburg
      - Erzbischof: Johann Jakob von Kuen-Belasy (1560/61–1586)

    - Hochstift Schwerin (seit 1533 evangelische Administratoren)
      - Administrator: Ulrich von Mecklenburg (1550–1603) (1555–1603 Herzog von Mecklenburg-Güstrow)

    - Hochstift Sitten
      - Bischof: Hildebrand von Riedmatten (1565/68–1604)

    - Hochstift Speyer
      - Bischof: Marquard von Hattstein (1560–1581)

    - Hochstift Straßburg
      - Bischof: Erasmus von Limpurg (1541–1568)

    - Hochstift Toul (seit 1552 von Frankreich besetzt)
      - Bischof: Pierre du Châtelet (1565–1580)

    - Hochstift Trient
      - Bischof: Giovanni Ludovico Madruzzo (1567–1600)

    - Hochstift Verden (1566–1629 evangelische Administratoren)
      - Administrator: Eberhard von Holle (1566–1586) (1561/2–1586 Bischof von Lübeck, 1564–1566 Koadjutor von Verden)

    - Hochstift Verdun (seit 1552 von Frankreich besetzt)
      - Bischof: Nicolas Psaume (1548–1575)

    - Hochstift Worms
      - Bischof: Dietrich von Bettendorf (1552–1580)

    - Hochstift Würzburg
      - Bischof: Friedrich von Wirsberg (1558–1573)

  - weltliche Fürstentümer
    - Baden
      - Baden-Baden
        - Markgraf: Philibert (1536–1569)

      - Baden-Durlach
        - Markgraf: Karl II. (1553–1577)

      - Baden-Rodemachern
        - Markgraf: Christoph II. (1556–1575) (bis 1556 Markgraf von Baden-Baden)

    - Bayern
      - Herzog: Albrecht V. (1550–1579)

    - Brandenburg-Ansbach
      - Markgraf: Georg Friedrich I. (1543–1603)

    - Brandenburg-Kulmbach
      - Markgraf: Georg Friedrich I. (1557–1603)

    - Herzogtum Braunschweig-Lüneburg
      - Fürstentum Calenberg(-Göttingen)
        - Herzog: Erich II. (1540–1584)

      - Fürstentum Grubenhagen
        - Herzog: Wolfgang (1567–1595)

      - Fürstentum Lüneburg (1559–1569 gemeinsame Herrschaft)
        - Herzog: Heinrich (1559–1569)
        - Herzog: Wilhelm der Jüngere (1559–1592)

      - Fürstentum Braunschweig-Wolfenbüttel
        - Herzog: Heinrich II. der Jüngere (1514–1568)
        - Herzog: Julius (1568–1589) (Bischof von Minden 1553–1554, 1584–1589 Herzog von Braunschweig-Calenberg)

    - Hanau
      - Hanau-Lichtenberg
        - Graf: Philipp IV. (1538–1590)

      - Hanau-Münzenberg
        - Graf: Philipp Ludwig I. (1561–1580) (1561–1575 unter Vormundschaft)
          - Regent: Johann VI. von Nassau-Dillenburg (1561–1575)
          - Regent: Philipp IV. von Hanau-Lichtenberg (1561–1575)

    - Hessen
      - Hessen-Darmstadt
        - Landgraf: Georg I. (1567–1596)

      - Hessen-Kassel
        - Landgraf: Wilhelm IV. (1567–1592)

      - Hessen-Marburg
        - Landgraf: Ludwig IV. (1567–1604)

      - Hessen-Rheinfels
        - Landgraf: Philipp II. (1567–1583)

    - Hohenzollern
      - Graf: Karl I. (1525–1576)

    - Jülich-Kleve-Berg
      - Herzog: Wilhelm V. der Reiche (1539–1592)

    - Lippe
      - Graf: Simon VI. (1563–1613) (bis 1579 unter Vormundschaft)
        - Regent: Hermann Simon Graf von Sternberg und Pyrmont (1563–1579)

    - Lothringen
      - Herzog: Karl III. (1545–1608) (bis 1559 unter Vormundschaft)

    - Mecklenburg
      - Mecklenburg-Güstrow
        - Herzog: Ulrich (1555–1603) (bis 1556 Mitregent)

      - Mecklenburg-Schwerin
        - Herzog: Johann Albrecht I. (1552–1576)

    - Oldenburg
      - Graf: Anton I. (1526–1573)

    - Ortenburg
      - Graf: Joachim I. (1551–1600)

    - Ostfriesland
      - Graf: Johann II. (1561–1591)
      - Graf: Edzard II. (1561–1599)

    - Pfalz (Kurlinie siehe unter Kurfürstentümer)
      - Pfalz-Neuburg
        - Pfalzgraf: Wolfgang (1557–1569)

      - Pfalz-Simmern
        - Pfalzgraf: Georg (1559–1569)

      - Pfalz-Veldenz
        - Pfalzgraf: Georg Johann I. (1544–1592)

      - Pfalz-Zweibrücken
        - Pfalzgraf: Wolfgang (1532–1569)

    - Pommern
      - Pommern-Stettin
        - Herzog: Barnim IX. (1532–1569)

      - Pommern-Wolgast
        - Herzog: Johann Friedrich (1560–1569) (1556–1574 Bischof von Cammin, 1569–1600 Herzog von Pommern-Stettin)
        - Herzog: Bogislaw XIII. (1560–1569) (1569–1605 Herzog von Pommern-Barth)
        - Herzog: Ernst Ludwig (1560–1592)
        - Herzog: Barnim X. (1560–1569) (1560–1569 Herzog von Pommern-Rügenwalde, 1600–1603 Herzog von Pommern-Stettin)

    - Sachsen (Ernestiner)
      - Herzog: Johann Wilhelm (1554–1565/73)

    - Sachsen-Lauenburg (Askanier)
      - Herzog: Franz I. (1543–1581)

    - Schleswig-Holstein (Schleswig gehörte nicht zum HRR, sondern war Teil Dänemarks)
      - königlicher Anteil
        - Herzog: Friedrich II. (1559–1588) (1559–1588 König von Dänemark, 1559–1588 König von Norwegen)

      - Schleswig-Holstein-Gottorf
        - Herzog: Adolf I. (1544–1586)

      - Schleswig-Holstein-Hadersleben
        - Herzog: Johann der Ältere (1544–1580)

      - Schleswig-Holstein-Sonderburg
        - Herzog: Johann der Jüngere (1564–1622)

    - Württemberg
      - Herzog: Christoph (1550–1568)
      - Herzog: Ludwig (1568–1593)

- Italienische Staaten
  - Genua
    - Doge: Simone Spinola (1567–1569)

  - Kirchenstaat
    - Papst: Pius V. (1566–1572)

  - Massa und Carrara
    - Fürst: Alberico I. Cybo-Malaspina (1553–1623) (bis 1568 Markgraf)

  - Parma und Piacenza
    - Herzog: Ottavio Farnese (1547–1586)

  - Piombino
    - Herr: Iacopo VI. Appiani (1545–1585)

  - Savoyen
    - Herzog: Emanuel Philibert von Savoyen (1553–1580) (1556–1559 Statthalter der habsburgischen Niederlande)

  - Toskana
    - Herzog: Cosimo I. de’ Medici (1537–1574) (ab 1569 Großherzog)

  - Urbino
    - Herzog: Guidobaldo II. della Rovere (1538–1574)

  - Venedig
    - Doge: Pietro Loredan (1567–1570)

- Johanniter-Ordensstaat (auf Malta)
  - Großmeister: Jean de la Valette (1557–1568)
  - Großmeister: Pierre de Monte (1568–1572)

- Monaco
  - Seigneur: Honoré I. (1532–1581)

- Osmanisches Reich
  - Sultan: Selim II. (1566–1574)

- Polen
  - König: Sigismund II. August (1548–1572)

- Portugal
  - König: Sebastian (1557–1578) (bis 1568 unter Vormundschaft)
    - Regent: Kardinal Heinrich (1557–1568) (1578–1580 König von Portugal)
    - Regentin: Katharina von Kastilien (1557–1568)

- Preußen
  - Herzog: Albrecht (1525–1568) (1511–1525 Hochmeister des Deutschen Ordens)
  - Herzog: Albrecht Friedrich (1568–1577)

- Russland
  - Zar: Iwan IV. (1533–1584) (bis 1547 Großfürst)

- Schottland
  - König: Jakob VI. (1567–1625) (1603–1625 König von England und Irland)

- Schweden
  - König: Erik XIV. (1506–1568)
  - König: Johann III. (1568–1592)

- Spanien
  - König:  Philipp II. (1556–1598) (1580–1598 König von Portugal)

- Ungarn (Herrschaft umstritten)
  - König: Maximilian (1564–1576) (1564–1575 Kaiser, 1564–1576 König von Böhmen, 1564–1576 Erzherzog von Österreich)
  - König: Johann Sigismund Zápolya (1540–1570) (1570–1571 Fürst von Siebenbürgen)

- Walachei (unter osmanischer Oberherrschaft)
  - Woiwode: Petre cel Tanar (1559–1568)
  - Woiwode: Alexandru II. Mircea (1568–1574, 1574–1577)